# Station de pompage à vapeur de D.F. Wouda
La station de pompage à vapeur de D.F. Wouda (en néerlandais : Ir. D.F. Woudagemaal) est la plus importante station de pompage à vapeur toujours en activité dans le monde.  La station se trouve à Tacozijl (près de Lemmer) et fut utilisée pour abaisser le niveau de l'eau en Frise, en soutien à l'installation du J.L. Hooglandgemaal située à Stavoren.
La station de pompage doit son nom à l'ir. D.F.  Wouda, ingénieur responsable de l'Institut Provincial de l'Eau en Frise, qui travailla sur le projet en collaboration avec l'ir. Dijxhoorn. Les quatre machines à vapeur et les huit pompes centrifugeuses furent fabriquées par la S.A Machinefabriek Jaffa à Utrecht.
La station de pompage fut inaugurée le 7 octobre 1920 par la Reine Wilhelmine. En 1955, les six unités de production de vapeur originelles ont été remplacées par quatre nouvelles. La station de pompage Wouda fut pleinement active jusqu'en 1966 pour le draînage de la Frise. La station de pompage de J.L. Hoogland entra en service la même année et la station de pompage à la vapeur de D.F. Wouda n'est désormais plus en fonction que de façon épisodique. 
La station de pompage à la vapeur de D.F. Wouda est inscrite sur la liste du patrimoine mondial de l'UNESCO depuis 1998.